# Yingzhou

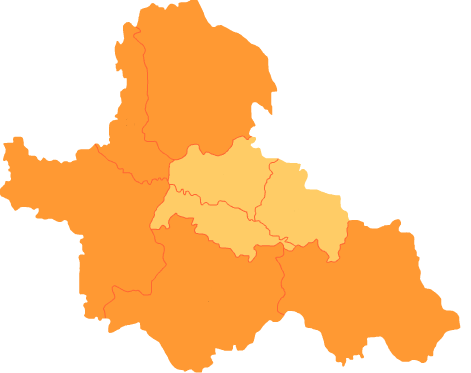
Lage des Stadtbezirks Yingzhou im Gebiet der bezirksfreien Stadt Fuyang

Yingzhou (chinesisch 颍州区, Pinyin Yǐngzhōu Qū) ist ein Stadtbezirk der chinesischen Provinz Anhui. Er gehört zum Verwaltungsgebiet der bezirksfreien Stadt Fuyang. Er hat eine Fläche von 612,2 Quadratkilometern
und zählt 824.000 Einwohner (Stand: Ende 2018). Er ist Zentrum und Sitz der Stadtregierung von Fuyang.

## Administrative Gliederung
Auf Gemeindeebene setzt sich der Stadtbezirk aus fünf Straßenvierteln, sieben Großgemeinden und einer Gemeinde zusammen. 